# Federalisme belga

Bèlgica està dividida en tres regions: Flandes, Valònia i Brussel·les.

El federalisme belga és el federalisme aplicat a Bèlgica des de les reformes institucionals de 1970.
Es tracta d'un sistema federal que ha pres una forma específica amb dues entitats federals, les comunitats i les regions, comparteixen les competències públiques amb l'Estat federal.
Aquest federalisme presenta certes característiques confederals, com les dobles majories requerides per als canvis constitucionals o la concepció de les normes d'igualtat de pes que posa a les entitats federals en igualtat amb l'Estat federal.